# 南緯64度線
南緯64度線（なんい64どせん）は、 地球の赤道面より南に地理緯度にして64度の角度を成す緯線である。
この緯線は南極大陸と南極海を通過する。この緯度の下では、夏至点時の可照時間は21時間2分であり、冬至点時の可照時間は4時間12分である。

## 通過する地域一覧
| 地理座標                                             | 国土・領土・領海 | 備考                                                                                       |
| ---------------------------------------------------- | ---------------- | ------------------------------------------------------------------------------------------ |
| 南緯64度0分 東経0度0分 / 南緯64.000度 東経0.000度    | 南極海           | 大西洋の南 インド洋の南 太平洋の南 大西洋の南 - ブラバント島（南極大陸）のちょうど北を通過 |
| 南緯64度0分 西経61度57分 / 南緯64.000度 西経61.950度 | 南極大陸         | リエージュ島（ アルゼンチン・ チリ・ イギリスが領有権主張）                                |
| 南緯64度0分 西経61度50分 / 南緯64.000度 西経61.833度 | 南極海           | 大西洋の南                                                                                 |
| 南緯64度0分 西経60度35分 / 南緯64.000度 西経60.583度 | 南極大陸         | 南極半島、ジェイムズ・ロス島（ アルゼンチン・ チリ・ イギリスが領有権主張）                |
| 南緯64度0分 西経57度31分 / 南緯64.000度 西経57.517度 | 南極海           | 大西洋の南                                                                                 |